# Тенетише (Крањ)
Тенетише (словен. Tenetiše) је насељено место у општини Крањ, Горењска регија, Словенија.

## Историја
До територијалне реорганизације у Словенији било је у саставу старе општине Крањ.

## Становништво
У попису становништва из 2011. године, Тенетише је имало 397 становника.
| Број становника према пописима | Број становника према пописима | Број становника према пописима |
| ------------------------------ | ------------------------------ | ------------------------------ |
| 1991                           | 2002                           | 2011                           |
| 342                            | 386                            | 397                            |

Напомена: Године 1952. настала спајањем насеља Сподње Тенетише и Згорње Тенетише, која су укинута. Године 2016. извршена је мања размена територија између насеља Летенице и Тенетише.